# Заятуляк і Хиухилу
«Заятуляк і Хиухилу» (башк. Заятүләк менән Һыуhылыу) — башкирський епос (кубаїр). Одна з ранніх пам'яток епічної творчості башкирського народу.

## Опис
Існуючий нині в усному ужитку сюжет представлений безліччю варіантів і є надбанням башкирського фольклору.
У 1843 році вперше опублікований російською мовою в журналі «Москвитянин» Володимиром Далем під назвою «Башкирська русалка». У викладі В. Даля, він дещо відрізняється від башкирських варіантів своєю художньою формою. Оповідання викладається прозою, тоді як в башкирських варіантах деяка частина передається в пісенно-віршованій формі (башк. һамаҡ).
У 1858 році Левом Суходольским опублікована під назвою «Башкирська легенда про Туляка». На відміну від першої публікації, в даному варіанті деяка частина була представлена у віршованій формі.
Г. М. Потанін у своїй праці «Дочка моря в степовому епосі» звертається до варіанту Л. Суходольського. Сюжет «Зая-Туляка і Хиухилу» він розглядає не стільки як оригінальне творіння усної поезії башкирського народу, що виникло на конкретній історичній основі, скільки як матеріал для порівняння з іншими тюркськими епічними творами.
У 1875 році етнограф Р. Г. Ігнатьєв опублікував варіант епосу під назвою «Казка про сина Абдрахмана Хари Сахипе».
У 1894 році С. Г. Рибаковим записані ноти епосу.
У 1901 році угорський тюрколог В. Преле записав цікавий варіант епосу «Заятуляк і Хиухилу». Невелика частина його матеріалів опублікована в Будапешті під назвою «Варіант відомої башкирської казки» німецькою і угорською мовами.

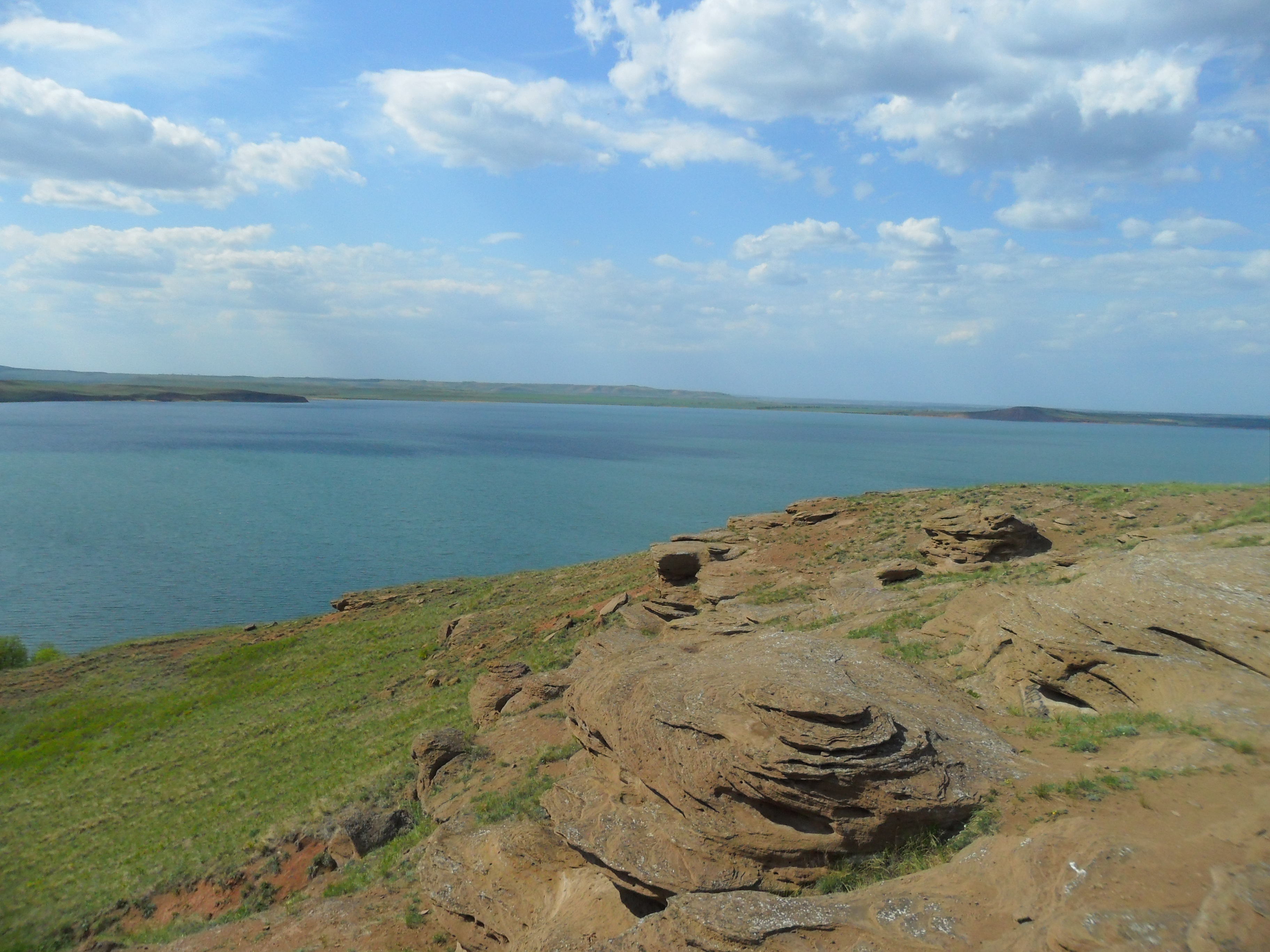
Озеро Асиликуль — місце, де розгортаються основні події в епосі

Варіант епосу опублікованого Х. С. Султановим у 1902 році під назвою «Зая-Туляк і Су-Сулу», набагато відрізняється від інших. Наприклад, батька головного героя звуть не Самар, а Харимиркиса. Також твір не закінчується загибеллю Заятуляка і Хиухилу, а розповідається про те, як герої жили довго і щасливо на Балкан-Тау.
М. Гафурі записав і опублікував епос «Заятуляк і Хиухилу» в 1909 році, після того як побував серед башкирів, що живуть в околицях озера Асиликуль. У варіанті епосу, записаному ним, герої зображуються у піднесено-романтичному плані. Особливістю даного варіанта є велика архаїчність, обумовлена наявністю елементів огузької мови.
Також відомі інші варіанти з назвами «Заятуляк», «Туляк», «Балкантау» та іншими записані К. Мергеном, Ф. А. Надршиной, М. М. Сагітовим, Н. Д. Шункаровим та ін.
До 1917 року, «Заятуляк і Хиухилу» був також поширений і в рукописному варіанті. Це підтвердилося під час археографічної експедиції. В останні роки вчені-фольклористи записали безліч варіантів даного епосу в Башкортостані і Оренбурзькій області.
В башкирській фольклористиці пророблена велика робота з вивчення даного епосу. Наприклад, у книзі «Епічна спадщина башкирського народу» К. Мергена, про нього говориться в окремому розділі. В ньому ж учений підкреслює схожість деяких мотивів «Заятуляк і Хиухилу» з епосом «Урал-батир».

## Сюжет
В епосі «Заятуляк і Хиухилу» розповідається про кохання легендарного батира Заятуляка і дочки владики озер Асиликуль і Кандрикуль Хиухилу. Як і в стародавніх епосах «Урал-батир» і «Акбузат», дія розгортаються не тільки на землі, але й у фантастичному підводному світі. Події в історії розгортаються в епічно-казковому плані.
Заворожений красою підводної принцеси Хиухилу, єгет Заятуляк опускається на дно озера і одружується на ній. Але незабаром він стане сумувати за земним життям. Хиухилу намагається відволікти його від сумних роздумів, показує йому палац свого батька, різні скарби підводного світу. Але на все це Заятуляк відповідає вихвалянням рідної землі та рідної гори Балкантау. Про тугу зятя довідається цар підводного світу і посилає своїх девів, щоб вони перетягли Балкан-Тау в підводне царство, не можуть розшукати гору Балкан і повертаються в палац з іншою горою. Заятуляк відразу ж зауважує підміну і відповідає їм піснею, що прославляє Балкантау.
Нарешті, цар змушений був відпустити Заятуляка на рідну землю разом зі своєю дочкою і подарувати як придане табун коней разом з Тулпаром. Але незабаром помирає батько Заятуляка — легендарний Самар-хан, і шестеро його синів починають боротьбу за ханський престол. Народ покликав Заятуляка, щоб він встановив мир і порядок в країні. Перед відходом Хиухилу попередила чоловіка: «я буду чекати тебе, але я не проживу більше сорока днів без озера Асиликуль і без тебе».
Заятуляк встановив мир у країні. Зайнятий справами держави, він і не помітив, як настав призначений термін. Поскакав на тулпарі до гори Балкан-тау, але було вже пізно — русалонька ж гине від туги в очікуванні свого коханого, який запізнився всього на один день. Не змігши перенести цю біду, Заятуляк заколов себе булатним списом на могилі Хиухилу.

## Використання
За мотивами епосу в 2015 році в Башкирському державному театрі опери та балету поставлений молодіжний національний балет «Водна красуня».

### Географічні назви в епосі
В епосі згадуються географічні топоніми і гідроніми Давлекановського району Башкортостану:
- гора Балкан-Тау (Зайтуляктау),
- озеро Кандрикуль,
- озеро Асликуль.